# ジェロン・ブランダヌス
ジェロン・ブランダヌス（Geron Brandanus、生没年不詳）はイタリアの怪奇小説家である。覆面作家であるためプロフィールはいっさい明らかにされていない。著書は1960年発表のホラー小説″La tomba di Satana″（サタンの墓）一作のみしか確認されていないが、20世紀イタリアにおける幻想文学の傑作として評価されている。

## 略歴
1950年代半ば頃、シチリアの貴族アントニーノ・カンタレッラ（Antonino Cantarella）男爵が出版社を設立する。イギリスのハマー・フィルム・プロダクション製作のホラー映画が流行している状況に刺激され、カンタレッラは1959年にペーパーバック怪奇小説のレーベル「ドラキュラ文庫」（I racconti di Dracula）を立ち上げる。1959年11月に刊行された第1巻はピノ・ベッリ（Pino Belli）作の″Uccidono i morti?″であった。
ピノ・ベッリに続く「ドラキュラ文庫」第2巻として刊行された作品が、ジェロン・ブランダヌス名義の覆面作家による″La tomba di Satana″（サタンの墓）であった。
『サタンの墓』は無名作家のペーパーバック書き下ろしながら、流麗な文体、不気味なムードとサスペンスに満ちた構成、文章から推察される作者の教養の高さなどから非常に高く評価された。「ドラキュラ文庫」はその後1981年まで刊行が続いたが、ジェロン・ブランダヌス名義の作家による第2作は刊行されることはなかった。
「ドラキュラ文庫」の作者はすべてアングロサクソン系の変名を用いていたが、イタリア怪奇小説の研究者セルジョ・ビッソーリの調査により以下のような作者が判明した。
- ピノ・ベッリ

小説家。元海軍士官、元イタリア放送協会社員。
- リベロ・サマーレ

精神科医。
- ジョヴァンニ・シモネッリ

脚本家。
- アルド・クルード

脚本家。
- マリオ・ピンツァウティ

映画監督。
- マルコ・マージ

映画監督。
- ジュゼッペ・パーチ

裁判官。
- フランコ・プラッティコ

新聞記者、童話作家。
- スヴェーノ・トッツィ

新聞記者、元新聞社社主。
- グァルベルト・ティッタ

俳優。
- ジョルジョ・ボスケロ

元新聞記者、出版社社員。
- アントニオ・ディ・ピエロ

カンタレッラ男爵の甥。銀行員。
そんな中、作品内容の評価が最も高いジェロン・ブランダヌスの正体のみは判明しなかった。
怪奇小説の研究家セルジョ・ビッソーリは『サタンの墓』の内容について「流麗な文体と高度なサスペンスで描かれた、刺激的で独創的な物語は、深い哲学的考察を帯びている。著者は優れた経験、能力、技術を持つ成熟した作家だと感じられる。間違いなく生まれて初めて小説を書いた人物の作品ではないだろう」と評しており、作者の正体を突き止めるために多くの年月と費用をかけたにも関わらず判明しなかったと語っている。
2002年にトリノのRobin Edizioniから、題名を″La tomba del diavolo″（悪魔の墓）と改題して復刊された。

## 作品

### ″La tomba di Satana″
※2002年の復刊の際に″La tomba del diavolo″と改題。
- あらすじ

この奇妙な物語は事件の目撃者からの聞き取りをもとにした調査記録であり、明確な結論は明示されていない、との断り書きから始まる。
1954年6月。ドイツ、シュトゥットガルト近くの小さな村、アーレン。ハンス・ホフマン率いる作業員たちは、古代の修道院の崩れかけた壁を取り壊す作業に取り組んでいる。 工事の監督者であるグルーバーが到着する。現地を視察したグルーバーは奇妙な不安と激しい孤独感を感じ、そこで彼は奇妙な現象を耳にする。修道院近くの小川の水音が複雑な響きを生み、多くの人のうめき声、ため息、身震いするような祈りの声のような音が聞こえた。
背後から聞こえた声が彼を現実に引き戻す。声をかけた男はジェロン・ブランダヌスと名乗り、カルヴァン派の牧師だと言う。牧師はよく読書をするためにその場所に来るが、彼も奇妙な音の反射に気づいたと言う。
修道院の解体中に地下室が発見された。記念碑管理局は工事の一時停止を命じ、アーレン市長は警察官を警備に置いた。この部屋には4つの大理石の棺があり、最後の棺にはギリシャ文字で「ジェロン・ブランダヌス」という名前が刻まれていた。
嵐の夜、エリッヒ・バウマンは銃を持って田園地帯をさまよっていた。バウマンはシュトゥットガルトで若い女性を殺害し、現在警察に指名手配されて逃走中だった。バウマンの前にジェロン・ブランダヌス牧師と名乗る男が現れた。修道院の遺跡の地下室には彼と同姓同名の先祖の墓があり、その棺の中に宝物が隠されていると言う。彼らは一緒に修道院に行き、バウマンは警備の警官を射殺した。ブランダヌス牧師はバウマンに宝の回収に協力すると申し出た。二人は地下室に降り、「ジェロン・ブランダヌス」の墓を開いた。棺の中は、黒いリボンで結ばれた羊皮紙の巻物を除いては完全に空だった。その瞬間、ブランダヌス牧師はバウマンを石棺に閉じ込め、窒息死させた。
翌朝、殺害された警察官、地下室の棺の中で窒息死したバウマンの遺体、そして棺の中の羊皮紙の巻物が発見された。
捜査のため地元のホテルに警察と修道院の解体関係者が集まり、事件の解明を試みた。修道院の調査に協力していた考古学者のフォン・ケンプレン大佐は、墓の中で見つかった巻物を解読する任務を任されている。本文はゴシックラテン語で書かれており、修道院にかつて居住していたジェロン・ブランダヌス牧師の1565年の日記であるという。謎に満ちた日記の内容は、中世暗黒時代の異端審問の冷酷な物語を書き記していた。

### 書誌情報
オリジナルは1960年1月刊行。その後「ドラキュラ文庫」の他作家の作品への付録として12回に分けて連載。1972年と2002年には単独で復刊された。
- 『サタンの墓』La tomba di Satana ジェロン・ブランダヌス

同時収録
『霊魂と船乗りの七つの話』Sette storie di spiriti e marinai ピノ・ベッリ（Pino Belli）
『サタンの娘たち』Le figlie di Satana マッダレーナ・グイ（Maddalena Gui）
1960年1月15日初版 I Racconti di Dracula 2, Editrice Romana Periodici
- 『故ワシントン氏』Il fu Mr. Washington ピノ・ベッリ

同時収録
『死人を殺せるか？』Uccidono i morti? ピーノ・ベッリ
『サタンの墓』ジェロン・ブランダヌス
1961年9月1日 I Racconti di Dracula 23, Editrice Romana Periodici
- 『黒い鏡』Lo specchio nero マリオ・ピンツァウティ（Mario Pinzauti）

同時収録『サタンの墓』ジェロン・ブランダヌス
1961年10月1日 I Racconti di Dracula 24, Editrice Romana Periodici
- 『魔女サミー』Sammy la strega ピノ・ベッリ

同時収録『サタンの墓』ジェロン・ブランダヌス
1961年11月1日 I Racconti di Dracula 25, Editrice Romana Periodici
- 『死後の掟』La legge dell'al di là ピノ・ベッリ

同時収録『サタンの墓』ジェロン・ブランダヌス
1962年1月1日 I Racconti di Dracula 27, Editrice Romana Periodici
- 『運命と虐殺』Il destino e la strage ピノ・ベッリ

同時収録『サタンの墓』ジェロン・ブランダヌス
1962年3月1日 I Racconti di Dracula 29, Editrice Romana Periodici
- 『炎の痕跡』L'impronta di fuoco ピノ・ベッリ

同時収録『サタンの墓』ジェロン・ブランダヌス
1962年6月1日 I Racconti di Dracula 32, Editrice Romana Periodici
- 『百人の死者の谷』La valle dei cento morti マリオ・ピンツァウティ

同時収録『サタンの墓』ジェロン・ブランダヌス
1962年7月1日 I Racconti di Dracula 33, Editrice Romana Periodici
- 『クレス博士の振子』Il pendolo del dottor Kless マルコ・マージ（Marco Masi）

同時収録『サタンの墓』ジェロン・ブランダヌス
1962年10月1日 I Racconti di Dracula 36, Editrice Romana Periodici
- 『小さな水滴』Le piccole gocce マリオ・ピンツァウティ

同時収録『サタンの墓』ジェロン・ブランダヌス
1962年11月1日 I Racconti di Dracula 37, Editrice Romana Periodici
- 『白い鮫』Lo squalo bianco マリオ・ピンツァウティ

同時収録『サタンの墓』ジェロン・ブランダヌス
1963年1月1日 I Racconti di Dracula 39, Editrice Romana Periodici
- 『怪物の創造主』Il creatore di mostri マリオ・ピンツァウティ

同時収録『サタンの墓』ジェロン・ブランダヌス
1963年5月1日 I Racconti di Dracula 43, Editrice Romana Periodici
- 『招かれた亡霊』L'ospite fantasma ピノ・ベッリ

同時収録『サタンの墓』ジェロン・ブランダヌス
1963年6月1日 I Racconti di Dracula 44, Editrice Romana Periodici
- 『サタンの墓』La tomba di Satana ジェロン・ブランダヌス

1972年9月1日 I Racconti di Dracula 045, Edizioni Wamp
- 『悪魔の墓』La tomba del Diavolo ジェロン・ブランダヌス

※La tomba di Satanaを復刊に伴い改題。
2002年10月 I Libri Colorati 34, Robin Edizioni. ISBN 8873710700

## 捕捉
覆面作家ジェロン・ブランダヌスの正体として、作家ピノ・ベッリの別名義ではないかと疑う意見が研究者のセルジョ・ビッソーリのもとに寄せられた。ビッソーリがその指摘を受けて調査を行ったが、ブランダヌスとピノ・ベッリの接点を証明することはできなかった。ビッソーリは根拠として、ベッリとブランダヌスの作品におけるいくつかの共通点を指摘している（魔女狩り、ドッペルゲンガー、地獄に関する牧師の台詞）が、いずれも怪奇小説において珍しいとは言えない要素であることから断定には至っていない。